# Malte au Concours Eurovision de la chanson 2013
Malte est l'un des trente-neuf pays participants du Concours Eurovision de la chanson 2013, qui se déroule à Malmö en Suède. Le pays représenté par le chanteur Gianluca et sa chanson Tomorrow, est annoncée le 2 février 2013, à la suite de sa victoire lors de la finale nationale Malta Eurovision Song Contest 2013.

## Sélection

### Format
Vingt-quatre chansons ont participé à la demi-finale du 1er février 2013 et les seize meilleures se sont qualifiées pour la finale du 2 février 2013. Sept juges ont évalué les chansons pendant les émissions et chaque juge avait une part égale dans le résultat final. La huitième série de votes était constituée des résultats du vote télévisé du public, dont la pondération était égale à celle des votes d'un seul juge. Les ex aequo dans les résultats finaux étaient départagés en fonction de la chanson qui avait reçu la note la plus élevée des juges.    

### Chansons sélectionnées
Les artistes et les compositeurs ont pu soumettre leurs œuvres entre le 14 septembre 2012 et le 31 octobre 2012. Les auteurs-compositeurs de toute nationalité pouvaient soumettre des chansons à condition que l'artiste soit maltais ou possède la nationalité maltaise. Les artistes pouvaient soumettre autant de chansons qu'ils le souhaitaient, mais ils ne pouvaient concourir qu'avec un maximum de deux chansons en demi-finale et une en finale. Le gagnant de la finale nationale de 2012, Kurt Calleja, n'a pas pu participer à la compétition en raison d'une règle empêchant le gagnant précédent de participer à la compétition suivante[5]. 181 candidatures ont été reçues par le radiodiffuseur. Le 14 novembre 2012, PBS a annoncé une liste restreinte de 69 chansons qui avaient progressé dans le processus de sélection. Les vingt-quatre chansons sélectionnées pour participer à la demi-finale ont été annoncées dans l'émission Xarabank de TVM le 30 novembre 2012. Parmi les artistes sélectionnés figurait Marilena, ancienne participante maltaise à l'Eurovision junior, qui avait représenté Malte au concours de 2004 au sein du groupe Young Talent Team[6]. Le 21 décembre 2012, la chanson "Dress Rehearsal", écrite par Philip Vella et Gerard James Borg et qui devait être interprétée par Saska Hunt, a été retirée du concours et remplacée par la chanson "Overrated", interprétée par Marilena[7].  

## Émissions

### Demi-finale 1: 1 février 2013
| Ordre | Artiste           | Chanson                 | Résultat   |   |                 |                  |          |
| ----- | ----------------- | ----------------------- | ---------- | - | --------------- | ---------------- | -------- |
| Ordre | Artiste           | Chanson                 | Résultat   | 1 | Richard Edwards | "Fall Like Rome" | Advanced |
| 2     | Ylenia            | "Tides of Illusion"     | Eliminated |   |                 |                  |          |
| 3     | Janice Debattista | "Perfect Day"           | Advanced   |   |                 |                  |          |
| 4     | Chris Grech       | "Never Walk Away"       | Advanced   |   |                 |                  |          |
| 5     | Marilena          | "Overrated"             | Eliminated |   |                 |                  |          |
| 6     | Petra             | "No One Home"           | Eliminated |   |                 |                  |          |
| 7     | Dorothy Bezzina   | "Starting from the End" | Advanced   |   |                 |                  |          |
| 8     | Domenique         | "Too Little Too Late"   | Advanced   |   |                 |                  |          |
| 9     | Jessika           | "Ultraviolet"           | Advanced   |   |                 |                  |          |
| 10    | Franklin Calleja  | "Let Your Heart Talk"   | Eliminated |   |                 |                  |          |
| 11    | Claudia Faniello  | "When It's Time"        | Advanced   |   |                 |                  |          |
| 12    | Corazon           | "My Stranger Love"      | Advanced   |   |                 |                  |          |
| 13    | Kevin Borg        | "Needing You"           | Advanced   |   |                 |                  |          |
| 14    | Scar              | "Superstar"             | Advanced   |   |                 |                  |          |
| 15    | Melanie Zammit    | "Loverdose"             | Eliminated |   |                 |                  |          |
| 16    | Danica Muscat     | "Fantasy"               | Eliminated |   |                 |                  |          |
| 17    | Petra and Richard | "Wonderful Today"       | Advanced   |   |                 |                  |          |
| 18    | Deborah C         | "Love-O-Holic"          | Advanced   |   |                 |                  |          |
| 19    | Gianni            | "Us Against the World"  | Advanced   |   |                 |                  |          |
| 20    | Raquela           | "Keep Believing"        | Eliminated |   |                 |                  |          |
| 21    | Gianluca Bezzina  | "Tomorrow"              | Advanced   |   |                 |                  |          |
| 22    | Amber             | "In Control"            | Advanced   |   |                 |                  |          |
| 23    | Klinsmann         | "The Remedy"            | Eliminated |   |                 |                  |          |
| 24    | Davinia           | "Betrayed"              | Advanced   |   |                 |                  |          |

### Finale: 2 février 2013
| Ordre | Artiste           | Chanson                 | Jury | Télévote | Total | Place |
| ----- | ----------------- | ----------------------- | ---- | -------- | ----- | ----- |
| 1     | Scar              | "Superstar"             | 11   | 1        | 12    | 11    |
| 2     | Dorothy Bezzina   | "Starting from the End" | 2    | 3        | 5     | 15    |
| 3     | Corazon           | "My Stranger Love"      | 11   | 0        | 11    | 12    |
| 4     | Jessika           | "Ultraviolet"           | 12   | 7        | 19    | 8     |
| 5     | Gianni            | "Us Against the World"  | 9    | 0        | 9     | 14    |
| 6     | Davinia Pace      | "Betrayed"              | 48   | 0        | 48    | 3     |
| 7     | Kevin Borg        | "Needing You"           | 68   | 12       | 80    | 2     |
| 8     | Richard Edwards   | "Fall Like Rome"        | 10   | 0        | 10    | 13    |
| 9     | Janice Debattista | "Perfect Day"           | 13   | 0        | 13    | 10    |
| 10    | Deborah C         | "Love-O-Holic"          | 12   | 5        | 17    | 9     |
| 11    | Claudia Faniello  | "When It's Time"        | 14   | 6        | 20    | 7     |
| 12    | Gianluca Bezzina  | "Tomorrow"              | 82   | 10       | 92    | 1     |
| 13    | Chris Grech       | "Never Walk Away"       | 34   | 8        | 42    | 5     |
| 14    | Petra and Richard | "Wonderful Today"       | 35   | 2        | 37    | 6     |
| 15    | Amber             | "In Control"            | 43   | 4        | 47    | 4     |
| 16    | Domenique         | "Too Little Too Late"   | 2    | 0        | 2     | 16    |

## À l'Eurovision
Malte participa à la deuxième demi-finale, le 16 mai 2013. Y arrivant 4e avec 118 points, le pays se qualifie pour la finale du 18 mai 2013. Il termine finalement 8e avec 120 points. 